# Василёнок, Иван Викторович
Иван Викторович Василёнок (бел. Іван Віктаравіч Васілёнак; род. 17 мая 1989, Смолевичский район, Минская область) — белорусский футболист, защитник.

## Клубная карьера
Воспитанник частной футбольной школы Виктора Дармина в Смоловичах. Профессиональную карьеру начал в дубле борисовского БАТЭ, а позже выступал за дубля «Дариды». В 2009-2010 годах выступал во Второй лиге за «Городею», с которой выиграл турнир. После одного сезона в Первой лиге в составе «Клеческа» вновь выиграл Вторую лигу в составе клуба «Смолевичи-СТИ».
В 2014 году перешел в мозырьскую «Славию», которую возглавил бывший тренер смолевичской команды Юрий Пунтус. Помог клубу выйти в Высшую лигу. В первой половине сезона 2015 выступал за дубль, но позже стал попадать на скамейку основного состава. Дебютировал в Высшей лиге 13 сентября 2015 года в гостевом матче против «Витебска», проведя на поле все 90 минут. К концу сезона он еще 5 раз играл за «Славию» в элитном дивизионе, но затем покинул клуб.
В первой половине 2016 года он сыграл в одном матче во Второй лиге за «Неман-Агро», а в августе вернулся в «Смолевичи-СТИ». По итогам сезона 2017 помог команде выйти в Высшую лигу. В декабре 2017 года продлил контракт с клубом, который сменил название на «Смолевичи». В сезоне 2018 он появлялся на поле нерегулярно, чаще оставаясь на скамейке запасных. В декабре 2018 года продлил контракт с клубом. В сезоне 2019 в качестве основного защитника помог команде вернуть себе место в Высшей лиге. В январе 2020 года продлил контракт со «Смолевичами». Он пропустил начало сезона 2020 из-за травмы, а с мая стал появляться в стартовом составе.
В июле 2020 года по соглашению сторон покинул «Смолевичи» и быстро перебрался в «Крумкачи», где отыграл до конца сезона 2020.

## Достижения
- Чемпион Второй лиги Беларуси: 2010,  2012